# Condado de Legnica
Nota linguística: Não confundir hrabstwo (condado) com powiat (divisão administrativa)..
Legnica (polaco: powiat legnicki) é um powiat (condado) da Polónia, na voivodia de Baixa Silésia. A sede é a cidade de Legnica. Estende-se por uma área de 744,6 km², com 52 996 habitantes, segundo os censos de 2005, com uma densidade 71,17 hab/km².

## Divisões admistrativas
O condado possui:
Comunas urbanas: Chojnów
Comunas urbana-rurais: Prochowice
Comunas rurais: Chojnów, Krotoszyce, Kunice, Legnickie Pole, Miłkowice, Ruja
Cidades: Chojnów, Prochowice

## Demografia
População (dados de 30 de Junho de 2005):
|          | Total   | Total | Mulheres | Mulheres | Homens  | Homens |
| -------- | ------- | ----- | -------- | -------- | ------- | ------ |
|          | pessoas | %     | pessoas  | %        | pessoas | %      |
| Total    | 52 996  | 100   | 27 206   | 51,3     | 25 790  | 48,7   |
| Cidades  | 18 196  | 100   | 9441     | 51,9     | 8755    | 48,1   |
| Povoados | 34 800  | 100   | 17 765   | 51       | 17 035  | 49     |